# Željko Pahek
Željko Pahek (Županja, Kroatië, Joegoslavië, 1954) is een stripauteur.